# معركة عقبة البقر
معركة عقبة البقر (15 شعبان 400 هـ/2 يونيو 1010 م) هي معركة دارت ضمن أحداث فتنة الأندلس في منطقة عقبة البقر بالقرب من قرطبة بالأندلس. دارت المعركة بين قوات الخليفة سليمان المستعين بالله التي كان معظمها من بربر الأندلس وقوات من ثغور الأندلس الداعمة للخليفة السابق محمد المهدي بالله بالتحالف مع قوات إرمنغول كونت أورقلة وريموند بورل كونت برشلونة. وانتهت بانتصار قوات محمد المهدي بالله وعودته للخلافة، وفرار سليمان المستعين بالله وإجلاء البربر عن قرطبة.